# Guardialfiera
Guardialfiera är en ort och kommun i provinsen Campobasso i regionen Molise i Italien. Kommunen hade 1 023 invånare (2018).